# 미즈호쿠야쿠쇼역
미즈호쿠야쿠쇼역(일본어: 瑞穂区役所駅, みずほくやくしょえき)은 일본 아이치현 나고야시 미즈호구에 위치한 철도역이다.

## 역 구조
섬식 승강장 1면 2선의 지하역에서 스크린도어가 설치되어 있다. 승강장은 20m 8량 편성까지 대응한다.

### 타는 곳
| 1 | ■ 사쿠라도리 선 | 아라타마바시·도쿠시게 방면      |
| 2 | ■ 사쿠라도리 선 | 이마이케·나고야·다이코도리 방면 |

## 역세권 정보
- 미즈호구청
- 나고야 시 미즈호 보건소
- 미즈호 경찰서
- 미즈호 소방서
- 나고야 여자대학 중학교・고등학교
- 나고야 여자대학
- 나고야 여자대학 단기 대학부

## 역사
- 1994년 3월 30일: 영업 개시.
- 2011년 6월 18일: 스크린도어 사용 개시.

## 사진

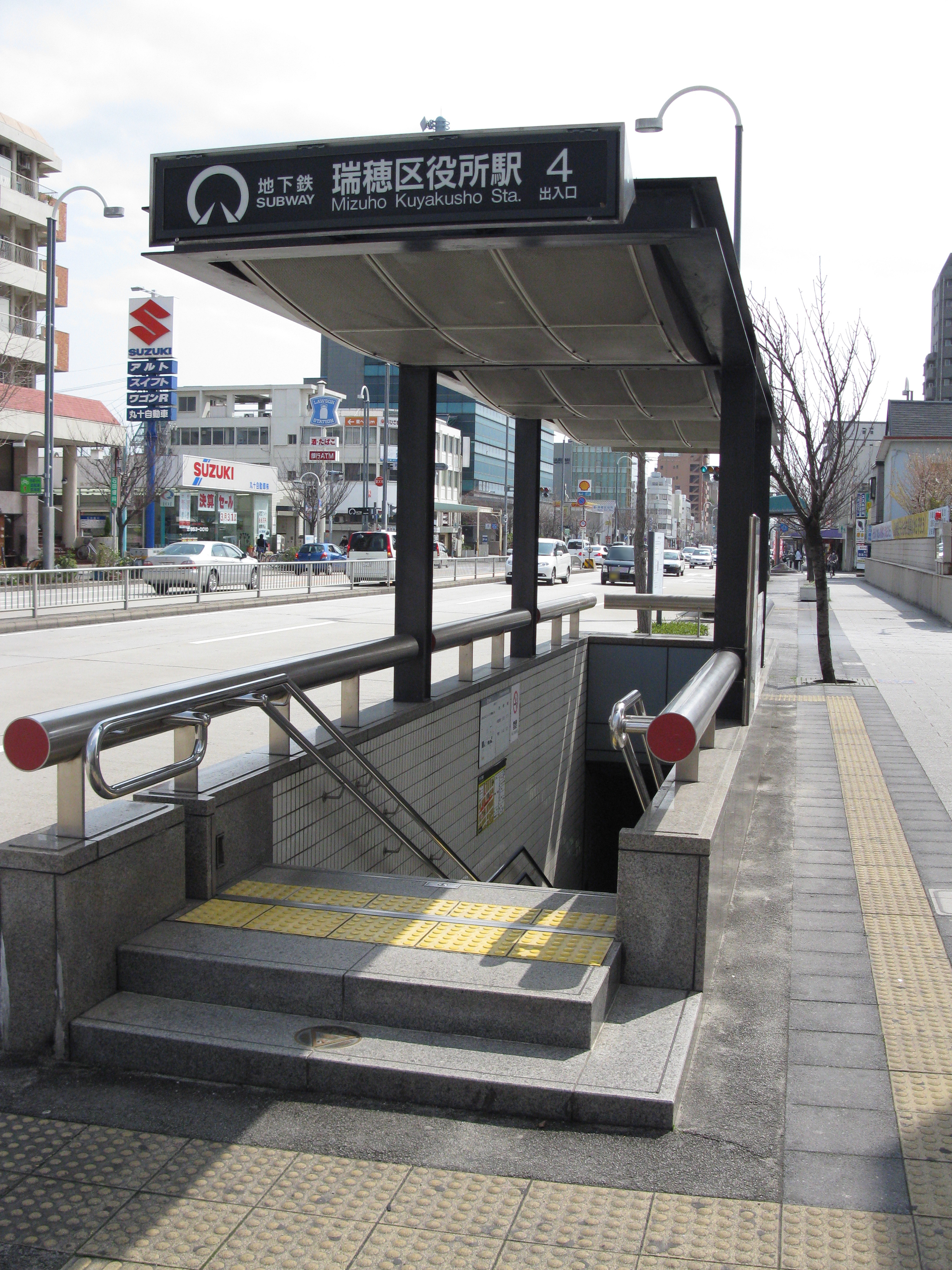
4번 출입구

## 인접역
| 나고야 시 교통국 ■ 지하철 사쿠라도리 선 | 나고야 시 교통국 ■ 지하철 사쿠라도리 선 | 나고야 시 교통국 ■ 지하철 사쿠라도리 선 |
| --------------------------------------- | --------------------------------------- | --------------------------------------- |
| S 11 사쿠라야마 다이코도리 방면         |                                         | 미즈호운도조니시 S 13 도쿠시게 방면     |